# 興仁鄉 (鄰水縣)
興仁鄉（春雷公社、興仁公社），是四川省鄰水縣下轄的一個鄉級行政單位。

## 沿革[1][2][3]
- 道光十四年（1834年），全縣設36場，為興仁場。
- 民國4年(1915年)，因地方不靖，設5個保衛區，以維持治安。全縣共49鄉，興仁鄉屬第二保衛區。
- 民國6年(1917年)，5個保衛區劃為6個區，興仁鄉屬何區不詳。
- 民國24年(1935年)7月1日，將6個區合併為3個區，49個鄉鎮合併為43個鄉鎮，興仁鄉屬第二區署。
- 民國29年(1940年)，實行新縣制，改3個區為4個區，將43個聯保辦公處合併為22個鄉鎮公所。興仁鄉、護鄰鄉合併為護興鄉。
- 民國31年(1942年)1月6日，按《鄉鎮組織法暫行條例》規定，全縣劃為6個區，35個鄉鎮公所，護興鄉仍分置興仁鄉、護鄰鄉。
- 1949年12月，石永區人民政府仍建立興仁鄉公所。1950年2月，石永區人民政府撤銷．興仁鄉公所劃歸興仁區人民政府領導。1953年4月24日，興仁鄉公所改稱興仁鄉人民政府。1956-年1月16日，興仁鄉人民政府改稱興仁鄉人民委員會。1958年9月22日，興仁鄉人委改稱興仁人民公社。1966年5月「文革」開始後，興仁人民公社工作受到干擾。1967年1月，為了破四舊，興仁人民公社改稱春雷人民公社．3月，由公社武裝幹部和群眾代表主持成立了春雷人民公社生產辦公室，負責公社日常工作。1969年2月10日，經縣人武部黨委批准，春雷公社革命委員會成立。1976年10月粉碎「四人幫」後，興仁人民公社的行政組織機構仍然是革命委員會。1981年3月，縣委決定撤銷興仁人民公社革委會，建立興仁人民公社管理委員會，管委會設正、副主任。1984年1月，根據中共中央體制改革要求。縣委又決定撤銷興仁人民公社管委會，建立興仁鄉人民政府。